# Américo Castro

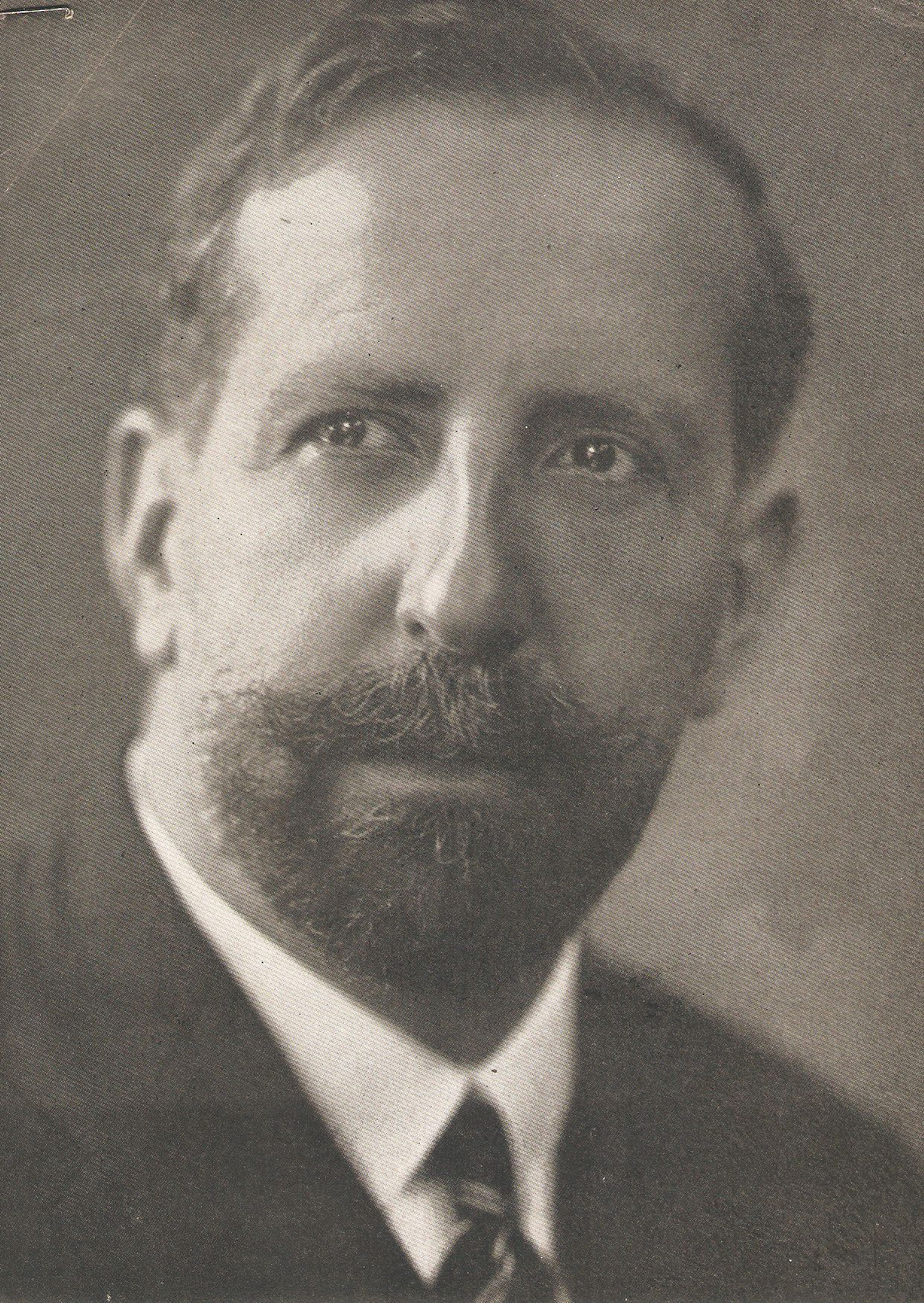
Américo Castro

Américo Castro y Quesada (* 4. Mai 1885 in Cantagalo, Brasilien; † 25. Juli 1972 in Lloret de Mar, Spanien) war ein spanischer Kulturhistoriker, Philologe, Literaturkritiker und Diplomat, der durch seine Studie España en su historia – Cristianos, moros y judíos 1948 den größten Historikerstreit während der Ära Francisco Francos auslöste.

## Biografie
Castro wurde als Sohn spanischer Eltern in Brasilien geboren und wuchs nach deren Rückkehr 1890 in Spanien auf, wo er nach dem Schulbesuch an der Universität Granada studierte. Nach Beendigung dieses Studiums 1904 absolvierte er zwischen 1905 und 1907 ein postgraduales Studium an der Sorbonne.
Nach seiner Rückkehr nach Spanien wurde er 1910 Mitarbeiter des neugegründeten Zentrums für historische Studien (Centro de Estudios Históricos) und war dort Leiter der Abteilung für Lexikografie.
1915 nahm er einen Ruf als Professor an der Universität Complutense Madrid und lehrte dort bis 1931.
Nach der Ausrufung der Zweiten Spanischen Republik wurde er 1931 deren erster Botschafter im Deutschen Reich und behielt diesen Posten bis zu seiner Ablösung durch Luis Araquistáin im Jahr 1932.
Nach dem Ausbruch des Spanischen Bürgerkrieges 1936 begab er sich ins Exil in die Vereinigten Staaten. Dort wurde er zunächst 1937 Professor für Literatur an der University of Wisconsin–Madison, ehe er zwischen 1939 und 1940 in dieser Funktion an der University of Texas at Austin lehrte. Zuletzt war er von 1940 bis zu seiner Emeritierung 1953 Literaturprofessor an der Princeton University. 1970 wurde er in die American Academy of Arts and Sciences gewählt.

## Kontroversen und Rezeption
Mit seiner 1948 erschienenen Studie España en su historia - Cristianos, moros y judíos erregte er heftige Kontroversen durch seine historischen Schlussfolgerungen, dass die Kastilier nicht zu einer eigenen Volksgruppe geworden wären, wenn es nicht 711 zur Eroberung Spaniens durch die Moslems gekommen wäre, einem Ereignis, das sie in eine neben dem Islam und dem Judentum bestehende christliche Gruppe wandelte. Eine zweite, ebenfalls heftig kritisierte Schlussfolgerung war, dass die Geschichte Spaniens und Portugals negativ belastet war durch die Erfolge der vom 11. bis zum 15. Jahrhundert dauernden, Reconquista genannten Rückeroberung der iberischen Halbinsel sowie der Vertreibung der Juden aus Spanien im Jahr 1492.
Der spanische Mediävist Eduardo Manzano Moreno äußerte sich kritisch über Castros geschichtliche Werke. Hinsichtlich der angeblichen Eintracht zwischen Mauren, Juden und Christen im Kalifat von Córdoba schrieb Manzano, dass sich Castro nicht an die Regeln der Geschichtsschreibung gehalten habe und für den Begriff einer friedlichen convivencia keine geschichtlichen Zeugnisse vorweisen könne. Diese sei ein Mythos. Auch Mark R. Cohen, Professor in Princeton, kritisierte die Theorie als einen auf der Arbeit von Heinrich Graetz beruhenden Mythos über eine angebliche Zeit friedlichen Zusammenlebens ebenso wie den Mythos eines friedlichen jüdisch-arabischen Zusammenlebens unter dem Islam, das angeblich erst durch den Zionismus erschüttert wurde. Er hebt jedoch hervor, dass es den Juden im christlichen Westen noch viel schlechter ging, vor allem in rechtlicher Hinsicht. 1066 war es zum Massaker an den Juden in Granada gekommen, bei dem mehrere Tausend Menschen getötet wurden. 1090 wurde die jüdische Gemeinde erneut angegriffen. Castros These einer zumindest zeitweise verfolgungsarmen Zeit wird allerdings von Bernard Lewis und David Wasserstein gestützt und auch von Cohen geteilt, doch ist eine Generalisierung wegen deutlicher regionaler Unterschiede schwierig.
Castro hob demgegenüber hervor, dass die Einheit Spaniens erst im Siglo de Oro durch Repression der Menschen, die von Juden und Mauren abstammten, und die Verfolgung von Menschen, die der Häresie verdächtig waren, zwangsweise hergestellt wurde.

## Veröffentlichungen
Castro war darüber hinaus Autor zahlreicher weiterer Fachaufsätze und -bücher. Zu seinen bedeutendsten Veröffentlichungen gehören:
- Vida de Lope de Vega, 1919
- El elemento extraño en el lenguaje, 1921
- La enseñanza del español en España, 1922
- Juan de Mal Lara y su "Filosofía vulgar", 1923
- Lengua, enseñanza y literatura, 1924
- Don Juan en la literatura española, 1924
- El pensamiento de Cervantes, 1925
- El nuevo Diccionario de la Academia Española, 1925
- Santa Teresa y otros ensayos, 1932
- Los prólogos al Quijote, 1941
- Lo hispánico y el erasmismo, 1942
- Antonio de Guevara, 1945
- Aspectos del vivir hispánico : espiritualismo, mesianismo, actitud personal en los siglos XIV al XVI, edición y prólogo de José-Carlos Mainer, Sevilla : Renacimiento, 2021 (Original: 1949), ISBN 978-84-18818-63-9
- La realidad histórica de España, 1954
- Semblanzas y estudios españoles, 1956
- Hacia Cervantes, 1958
- Origen, ser y existir de los españoles, 1959
- De la edad conflictiva, 1961
- La peculiaridad lingüística rioplatense, 1961